# Sleeping at Last
Sleeping at Last ist ein Projekt des US-Sängers und Multi-Instrumentalisten Ryan O’Neal.

## Geschichte
Das Projekt wurde 1998 als Indie-Rock-Trio in Wheaton, Illinois gegründet, bestehend aus Ryan O’Neal als Leadsänger und Gitarrist, seinem Bruder Chad O’Neal als Schlagzeuger und Dan Perdue als Bassist. 2003 erschien das Major-Debütalbum Ghosts beim Label Interscope Records. 2008 zog sich Schlagzeuger Chad O’Neal aus der Band zurück. 2010 beschloss die Band sich dem Projekt „Yearbook“ zu widmen, in welchem sie an jedem ersten Tag im Monat von Oktober 2010 bis September 2011 eine EP veröffentlichen werden. 2011 ging auch Bassist Dan Perdue, so blieb das Vorhaben als Solo-Projekt erhalten. Seit 2011 ist die Musik immer wieder im US-Fernsehen zu hören, so bei Grey’s Anatomy oder Vampire Diaries.
2013 begann eine Serie von EPs mit dem Namen Atlas.

## Diskografie

### Alben
- 2000: Capture
- 2003: Ghosts
- 2006: Keep No Score
- 2009: Storyboards

### EPs
- 1999: There’s a Quiet Understanding EP
- 2005: Ghosts of Christmas Past EP
- 2009: Christmas Collection 2009
- 2010: October EP
- 2010: November EP
- 2010: December EP
- 2011: January EP
- 2011: February EP
- 2011: March EP
- 2011: April EP
- 2013: Atlas: Darkness
- 2013: Atlas: Light
- 2013: Atlas: Space 1
- 2013: Atlas: Space 2
- 2014: Atlas: Land
- 2014: Atlas: Oceans
- 2015: Atlas: Life
- 2016: Atlas: Senses
- 2016: Atlas: Emotions
- 2017: Atlas: Intelligence
- 2019: Atlas: Enneagram

### Singles
- 2011: Turning Page (UK: Silber, US: Platin)[2]
- 2014: Saturn (US: Gold)
- 2016: Already Gone (UK: Silber, US: Gold)
- 2019: Touch (US: Gold)